# Luigi Parrocchetti
Luigi Parrocchetti (Milano, 27 gennaio 1923 – ...) è stato un calciatore italiano, di ruolo attaccante.

## Carriera
Attaccante dotato di buona tecnica con un buon tiro dalla distanza.
Cresciuto nell'Inter, nel dopoguerra partecipa al campionato misto di Serie B-C Alta Italia 1945-1946 con la Vogherese, nel quale segna 5 reti in 19 presenze. Al termine di quella stagione i lombardi vengono ammessi al campionato di Serie B 1946-1947; debutta quindi tra i cadetti disputando due campionati di Serie B con 61 presenze e 14 reti, prima della retrocessione in Serie C avvenuta nel 1948.